# Johann Josef Loschmidt
Johann Josef Loschmidt (Putschirn bei Karlsbad, [ma Počerny, Karlovy Vary része], Csehország, 1821. március 15. – Bécs, 1895. július 8.) osztrák fizikai kémikus, egyetemi tanár.

## Élete, munkássága
Szülei napszámosok voltak, gyermekkorában kecskéket őrzött. A falu papja figyelt fel a rendkívül tehetséges fiúra, és rábeszélte szüleit, hogy küldjék tanulni a schlackenwerthi piarista kolostoriskolába. Prágában járt gimnáziumba, 1838-ban filológiai és filozófiai tanulmányokba kezdett a Károly Egyetemen. 1841-től fizikát és kémiát tanult a Bécsi Egyetemen. 1846-ig kémiai kísérletekben vett részt Anton Schrötter von Kristelli kémikus és mineralógus laboratóriumában az egyetemen. Bernd Margulies kollégájával együtt kidolgozott egy eljárást, amellyel kálium-nitrátot nyertek nátrium-nitrátból. Mivel tudományos munkatársként nem tudott elhelyezkedni, salétromot kezdett előállítani, de a vállalkozás tönkrement.
1856-ban tanári képesítő vizsgát tett, fizikát, kémiát és algebrát tanított egy bécsi reáliskolában. A Bécsi Egyetem Fizikai Intézetének igazgatója lehetővé tette számára, hogy folytassa kutatásait a termodinamika, elektrodinamika, optika területén. Kristályformákkal is foglalkozott.

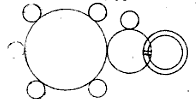
A benzaldehid sémája (Chemische Studien (1861)

1861-ben saját költségén adta ki a Kémiai tanulmányok, A szerves kémia konstitúciós képleteinek grafikus ábrázolása (Chemische Studien, Konstitutionsformeln der organischen Chemie in graphischer Darstellung) című munkáját, amelyben a kettős és hármas kötéseket összekötő vonalakkal ábrázolta, és azt feltételezte, hogy az ózon három oxigénatomból áll. Ebben a munkájában a benzaldehidet körgyűrűként ábrázolta.
1865-ben az Osztrák Tudományos Akadémián előadást tartott a levegőmolekulák méretéről. A kinetikus gázelméletből viszonylag pontosan kiszámította a molekulák átmérőjét, és ebből az egy milliliter gázban található molekulák számát. Ezt a számot Ludwig Boltzmann (egykori professzorának tiszteletére) Loschmidt-számnak nevezte el; ma az Avogadro-számot használjuk. 1866-ban az egyetem magántanárává nevezték ki. 1872-ben a fizikai kémia professzora lett. 1870-ben az Osztrák Tudományos Akadémia felvette tagjai közé. 1891-ben vonult nyugdíjba.

## Fontosabb publikációi
- Chemische Studien, Constitutions-Formeln der organischen Chemie in graphischer Darstellung (1861)
- Zur Grösse der Luftmolecüle (1865)